# Локи (Падова)
Локи је насеље у Италији у округу Падова, региону Венето.
Према процени из 2011. у насељу је живело 88 становника. Насеље се налази на надморској висини од 9 м.